# 福岡県道797号後川内黒木線
福岡県道797号後川内黒木線（ふくおかけんどう797ごう うしろがわちくろぎせん）は、福岡県八女市を通る一般県道である。

## 概要
八女市黒木町笠原から八女市黒木町黒木に至る。

### 路線データ
- 起点：福岡県八女市黒木町笠原
- 終点：福岡県八女市黒木町黒木（大藤前交差点、国道442号交点）
- 総延長：11.8 km

## 地理

### 通過する自治体
- 八女市

### 交差する道路
| 交差する道路                                               | 交差する場所 | 交差する場所        |
| ---------------------------------------------------------- | ------------ | ------------------- |
| 国道442号 福岡県道・大分県道・熊本県道115号八女小国線 重複 | 黒木町黒木   | 大藤前交差点 / 終点 |

### 沿線
- 霊巌寺の奇岩
- 黒木大藤